# أولاد يحيى (سيدي دحمان)
أولاد يحيى هي إحدى مشيخات المملكة المغربية، تتبع جغرافيا لإقليم تارودانت وإداريًا لسيدي دحمان. يقدر عدد سكانها بـ 29026 نسمة حسب الإحصاء الرسمي للسكان والسكنى لسنة 2004.